# 李广祥
李广祥（1917年7月—1998年1月19日），男，山西文水人，中华人民共和国政治人物，曾任中华人民共和国公安部副部长、党组副书记，中国法学会副会长。